# Callicostella pusilla
Callicostella pusilla är en bladmossart som beskrevs av Brotherus, Fernand Mathieu Hubert Demaret och Potier de la Varde 1952. Callicostella pusilla ingår i släktet Callicostella och familjen Hookeriaceae. Inga underarter finns listade i Catalogue of Life.